# 吉列特 (阿肯色州)
吉列特（英語：Gillett）是一個位於美國阿肯色州阿肯色縣的城市。根據2020年美國人口普查，該地人口為564人，而該地的面積約為2.58平方千米。

## 地理
吉列特的座標為34°07′09″N 91°22′49″W / 34.11917°N 91.38028°W，而該地的平均海拔高度為56米（即184英尺）。